# جام ملت‌های اقیانوسیه
جام ملت‌های اقیانوسیه یک تورنمنت فوتبال است که در سال ۱۹۷۳ تأسیس شده‌است و کنفدراسیون فوتبال اقیانوسیه (OFC) آن را برگزار می‌کند. از سال ۲۰۰۴ این مسابقات هر چهار سال یکبار برگزار می‌شود.

## تاریخچه مسابقات

### رده‌بندی تیم‌های اول تا چهارم
| سال  | میزبان         | فینال                                    | فینال       | فینال            | رده‌بندی                       | رده‌بندی                       | رده‌بندی                       |
| سال  | میزبان         | قهرمان                                   | نتیجه       | نایب قهرمان      | سوم                           | نتیجه                         | چهارم                         |
| ---- | -------------- | ---------------------------------------- | ----------- | ---------------- | ----------------------------- | ----------------------------- | ----------------------------- |
| ۱۹۷۳ | نیوزیلند       | · نیوزیلند                               | ۲–۰         | پلی‌نزی فرانسه    | · کالدونیای جدید              | ۲–۱                           | · نیو هبریدز                  |
| ۱۹۸۰ | کالدونیای جدید | · استرالیا                               | ۴–۲         | پلی‌نزی فرانسه    | · کالدونیای جدید              | ۲–۱                           | · فیجی                        |
| ۱۹۹۶ | بدون میزبان    | · استرالیا                               | ۶–۰ ۵–۰     | پلی‌نزی فرانسه    | نیوزیلند و جزایر سلیمان       | نیوزیلند و جزایر سلیمان       | نیوزیلند و جزایر سلیمان       |
| ۱۹۹۸ | استرالیا       | · نیوزیلند                               | ۱–۰         | · استرالیا       | · فیجی                        | ۴–۲                           | پلی‌نزی فرانسه                 |
| ۲۰۰۰ | پلی‌نزی فرانسه  | · استرالیا                               | ۲–۰         | · نیوزیلند       | · جزایر سلیمان                | ۲–۱                           | · وانواتو                     |
| ۲۰۰۲ | نیوزیلند       | · نیوزیلند                               | ۱–۰         | · استرالیا       | پلی‌نزی فرانسه                 | ۱–۰                           | · وانواتو                     |
| ۲۰۰۴ | استرالیا       | · استرالیا                               | ۵–۱ ۶–۰     | · جزایر سلیمان   | · نیوزیلند                    | Round robin                   | · فیجی                        |
| ۲۰۰۸ | بدون میزبان    | · نیوزیلند                               | Round robin | · کالدونیای جدید | · فیجی                        | Round robin                   | · وانواتو                     |
| ۲۰۱۲ | جزایر سلیمان   | پلی‌نزی فرانسه                            | ۱–۰         | · کالدونیای جدید | · نیوزیلند                    | ۴–۳                           | · جزایر سلیمان                |
| ۲۰۱۶ | پاپوآ گینه نو  | · نیوزیلند                               | ۰–۰ ۴–۲ (P) | · پاپوآ گینهٔ نو  | کالدونیای جدید و جزایر سلیمان | کالدونیای جدید و جزایر سلیمان | کالدونیای جدید و جزایر سلیمان |
| ۲۰۲۰ | نیوزیلند       | به‌واسطه همه‌گیری بیماری کرونا برگزار نشد. |             |                  |                               |                               |                               |
| ۲۰۲۴ | وانواتو        |                                          |             |                  |                               |                               |                               |

- ^  مسابقات سال ۲۰۰۴ به صورت رقابت‌های دوره‌ای در استرالیا برگزار شد و مسابقه فینال به صورت رفت و برگشت برگزار شد.

### آمار
| تیم            | قهرمانی‌ها                        | نایب قهرمانی‌ها       | سومی                 | چهارمی                      |
| -------------- | -------------------------------- | -------------------- | -------------------- | --------------------------- |
| نیوزیلند       | ۵ (۱۹۷۳، ۱۹۹۸، ۲۰۰۲، ۲۰۰۸، ۲۰۱۶) | ۱ (۲۰۰۰)             | ۳ (۱۹۹۶، ۲۰۰۴، ۲۰۱۲) | –                           |
| استرالیا 1     | ۴ (۱۹۸۰، ۱۹۹۶، ۲۰۰۰، ۲۰۰۴)       | ۲ (۱۹۹۸، ۲۰۰۲)       | –                    | –                           |
| پلی‌نزی فرانسه  | ۱ (۲۰۱۲)                         | ۳ (۱۹۷۳، ۱۹۸۰، ۱۹۹۶) | ۱ (۲۰۰۲)             | ۱ (۱۹۹۸)                    |
| کالدونیای جدید | –                                | ۲ (۲۰۰۸، ۲۰۱۲)       | ۳ (۱۹۷۳، ۱۹۸۰، ۲۰۱۶) | –                           |
| جزایر سلیمان   | –                                | ۱ (۲۰۰۴)             | ۳ (۱۹۹۶، ۲۰۰۰، ۲۰۱۶) | ۱ (۲۰۱۲)                    |
| پاپوآ گینهٔ نو  | –                                | ۱ (۲۰۱۶)             | –                    | –                           |
| فیجی           | –                                | –                    | ۲ (۱۹۹۸، ۲۰۰۸)       | ۲ (۱۹۸۰، ۲۰۰۴)              |
| وانواتو        | –                                | –                    | –                    | ۴ (۱۹۷۳^, ۲۰۰۰، ۲۰۰۲، ۲۰۰۸) |

^ در سال ۱۹۷۳ مقام چهارم توسط وانواتو کسب شد که در آن زمان نیو هبریدز نام داشت.

1 استرالیا OFC را در سال ۲۰۰۶ ترک کرد و به عضویت AFC درآمد.

## رده‌بندی کلی
| #  | تیم            | ح  | بازی | پ  | ت | ش  | گ.ز | گ.خ | امتیاز |
| -- | -------------- | -- | ---- | -- | - | -- | --- | --- | ------ |
| ۱  | نیوزیلند       | ۱۰ | ۴۴   | ۳۲ | ۴ | ۸  | ۱۱۰ | ۳۹  | ۱۰۰    |
| ۲  | استرالیا       | ۶  | ۲۸   | ۲۴ | ۲ | ۲  | ۱۴۲ | ۱۳  | ۷۴     |
| ۳  | تاهیتی         | ۹  | ۳۷   | ۱۸ | ۵ | ۱۴ | ۸۰  | ۸۱  | ۵۹     |
| ۴  | کالدونیای جدید | ۶  | ۲۷   | ۱۲ | ۴ | ۱۱ | ۶۵  | ۵۲  | ۴۰     |
| ۵  | فیجی           | ۸  | ۳۲   | ۹  | ۴ | ۱۹ | ۳۹  | ۶۷  | ۳۱     |
| ۶  | وانواتو        | ۹  | ۳۶   | ۸  | ۲ | ۲۶ | ۴۱  | ۸۵  | ۲۶     |
| ۷  | جزایر سلیمان   | ۷  | ۲۸   | ۷  | ۴ | ۱۷ | ۳۱  | ۷۰  | ۲۵     |
| ۸  | پاپوآ گینهٔ نو  | ۴  | ۱۴   | ۳  | ۵ | ۶  | ۲۳  | ۴۲  | ۱۴     |
| ۹  | جزایر کوک      | ۲  | ۴    | –  | – | ۴  | ۱   | ۴۱  | –      |
| ۱۰ | ساموآ          | ۲  | ۶    | –  | – | ۶  | ۱   | ۴۳  | –      |

- نکته: ح (حضور)، پ (برد)، ت (مساوی)، ش (باخت) گ.ز (گل زده)، گ.خ (گل خورده)